# Myrrophis
Myrrophis är ett släkte av ormar i familjen Homalopsidae med två arter som förekommer i Sydostasien.
Arterna är med en längd av 75 till 150 cm medelstora ormar. De lever i sydöstra Kina och på Taiwan samt fram till sydostasiatiska öar. Myrrophis chinensis vistas i vattendrag och sjöar med sötvatten medan Myrrophis bennettii har mynningsvikar av floder och havet som habitat. Dessa ormar jagar främst fiskar. Honor lägger inga ägg utan föder levande ungar.
Arterna är:
- Myrrophis bennettii
- Myrrophis chinensis